# Catalabus elegans
Espèce
Synonymes
Paramecolabus elegans Voss, 1933
Catalabus elegans est une espèce d'insectes coléoptères de la famille des Attelabidae. Elle est trouvée en Inde.